# Jan Jensen (ishockeyspiller)
Jan Jensen (født 30. september 1975 i Aalborg) er en dansk ishockeyspiller (forward), der har spillet hele sin karriere i Vojens - for Vojens IK, Vojens Lions, IK Sønderjylland og SønderjyskE.
Han debuterede på klubbens bedste hold d. 1. oktober 1991 mod Århus, og havde indtil 2016 klubrekorden for flest spillede kampe,
Han sluttede sin aktive karriere på 1. holdet i guldkampen d. 11/4-2009 med sejren over Herning.
Jan var fra 2011-2015 ansat som sportschef, og cheftræner i Vojens Ishockey Klub, i 2017 blev han ansat som sportschef i Esbjerg Ishockey Klub inden han i 2018 kom tilbage til Vojens som assisterende sportschef. Var i sæson 2019 - 2020 ansat i SønderjyskE Ishockey som assistenttræner. Holdet vandt overraskende Continental Cup i Jan. 2020 🏆 Desværre blev sæsonen afbrudt grundet Corona / Covid 19.  
I dag bor JJ med hans kone, og børn i Vojens. 

## Højdepunkter
- Deltagelse på diverse danske ungdomslandshold.
- 1 OL kval. kamp for Danmark imod Schweiz.
- Oprykning til Eliteserien med Vojens IK 1991-1992
- Dansk mester med SønderjyskE 2005-06.
- Bronzemedalje med SønderjyskE 2006-07.
- Bronzemedalje med SønderjyskE 2007-08.
- Dansk mester med SønderjyskE 2008-09.